# Tsültrim Allione
Lama Tsültrim Allione (* 3. Oktober 1947 in Maine, Vereinigte Staaten; bürgerlicher Name: Joan Rousmanière Ewing) ist eine buddhistische Autorin und Lehrerin.

## Leben
Ihre ersten Indien- und Nepalreisen unternahm Allione 1967. Nach zwei Jahren kehrte sie zurück, um 1970 als eine der ersten amerikanischen Frauen ordiniert zu werden. Sie erhielt ihre Einweihung vom 16. Karmapa der Karma-Kagyü-Schule. Dieser gab ihr den spirituellen Namen Karma Tsültrim Chödrön.
Tsültrim Allione war Teil der US-amerikanischen Beat Generation, sie stand insbesondere in Verbindung mit Allen Ginsberg, Ram Dass und Chögyam Trungpa. Ihre Gelübde gab sie nach vier Jahren zurück, um eine Familie zu gründen. Sie setzte jedoch ihre Praxis und ihre Studien fort, die 1984 in dem Buch Women of Wisdom (deutsch Tibets weise Frauen, 1986) mündeten.
In diesem Buch deckte sie die Tradition erwachter Frauen im tibetischen Buddhismus auf. Eine tibetische Yogini aus dem 11./12. Jahrhundert, Machig Labdrön, wurde dadurch zur zentralen Leitfigur ihres weiteren Wirkens.
Aufbauend auf der Chöd-Praxis von Machig Labdrön entwickelte Allione das Konzept des Fütterns der Dämonen, eine Technik, bei der man sich den eigenen Schattenseiten stellt und diese nicht bekämpft, sondern das dahinter liegende Bedürfnis erkennt und stillt.
1993 gründete sie mit ihrem Ehemann David Petit das buddhistische Meditationszentrum Tara Mandala in Süd-Colorado in den USA, wo die in der Linie von Machig Labdrön überlieferten Meditationspraktiken in Zusammenarbeit mit tibetischen Geistlichen bewahrt und weitergegeben werden.

## Werke
- Allione, Tsültrim (1986): Tibets weise Frauen. München: Dianus-Trikont.
- Allione, Tsültrim (2009): Den Dämonen Nahrung geben. Buddhistische Techniken zur Konfliktlösung. Mit einem Vorwort von Jack Kornfield. München: Goldmann.
- Allione, Tsültrim (2018): Die 5 Dakinis. Die himmlischen Kräfte des Buddhismus. München: Arkana